# Entalsewu
Entalsewu is een bestuurslaag in het regentschap Sidoarjo van de provincie Oost-Java, Indonesië. Entalsewu telt 5610 inwoners (volkstelling 2010).